# Aḩmadābād (ort i Iran, Kurdistan)
Aḩmadābād (persiska: اَحمَد آباد سَرا, احمد آباد, Aḩmadābād Sarā) är en ort i Iran.   Den ligger i provinsen Kurdistan, i den nordvästra delen av landet, 500 km väster om huvudstaden Teheran. Aḩmadābād ligger 1 687 meter över havet och antalet invånare är 415.
Terrängen runt Aḩmadābād är lite kuperad.Runt Aḩmadābād är det ganska glesbefolkat, med 50 invånare per kvadratkilometer. Närmaste större samhälle är Saqqez, 14,8 km sydost om Aḩmadābād. Trakten runt Aḩmadābād består i huvudsak av gräsmarker.